# 천한치
천한치(중국어: 陈翰祺, 병음: Chen Hanqi, 한자음: 진한기, 2000년 7월 5일 ~ )는 중화인민공화국의 바둑 기사이다. 저장성 원저우시 출신으로 중국기원 소속의 4단이다.

## 경력
중국 저장성 원저우시에서 태어났다. 5세 경부터 바둑을 배우기 시작했고 한때 베이징에서 바둑을 배웠고 2013년부터 2016년까지 항저우기원에서 바둑을 공부했다. 2012년과 2014년 만보배전국산업바둑선수권 대회에 참가하였고, 2016년 만보배에서 개인전 5위의 최우수 성적을 거두었다. 같은해 5월 천이배 아마추어 바둑오픈에서 우승을 차지했다. 2016년 프로 바둑에 입단했다. 2019년 4단으로 승단했다.